# Susan Davis
Susan A. Davis, född 13 april 1944 i Cambridge, Massachusetts, är en amerikansk demokratisk politiker. Hon är ledamot av USA:s representanthus från Kalifornien sedan 2001.
Davis avlade 1965 sin grundexamen vid University of California, Berkeley. Hon avlade sedan 1968 sin masterexamen i socialt arbete vid University of North Carolina at Chapel Hill.
I 2000 års kongressval utmanade hon sittande kongressledamoten för Kaliforniens 49:e distrikt, republikanen Brian Bilbray. Davis vann knappt. Hennes distrikt bytte sedan nummer till Kaliforniens 53:e och hon har omvalts tre gånger. Distriktet omfattar centrala delar av San Diego samt städerna Coronado, Imperial Beach och Lemon Grove.
Davis är medlem i försvarsutskottet (House Armed Services Committee). Hon är judisk.